# Børsinformation
Børsinformation (sidenhen Børsinformation Telecom og fra 1992 Axxess) var et erhvervsøkonomisk analyse- og nyhedsbureau oprindeligt grundlagt 1978 af finansmanden Klaus Riskær Pedersen.  Firmaet leverede i første omgang finansielle analyser, bl.a. den første eksterne aktieanalyse af A.P. Møller-koncernen nogensinde, men udviklede sig senere med finansmanden Lars Tvede som adm. direktør til en elektronisk nyhedstjeneste henvendt til finansverdenen og andre medier.
I 1991 indgik Børsinformation i et redaktionelt samarbejde med redaktionen for De Bergske Blade og for The Voice, der på det tidspunkt helt eller delvist var en del af Riskær Pedersens virksomheder. Spørgsmålet om ejerskabet af Børsinformation kom til at indgå som et spørgsmål i retssagen i kølvandet på Riskær Pedersens personlige konkurs og det børsnoterede Accumulator Invests kollaps. Børsinformation blev erklæret konkurs af Sø- og Handelsretten i januar 1993, men den endelige opløsning af selskabet fandt først sted i november 2007.